# Telephone Number Mapping

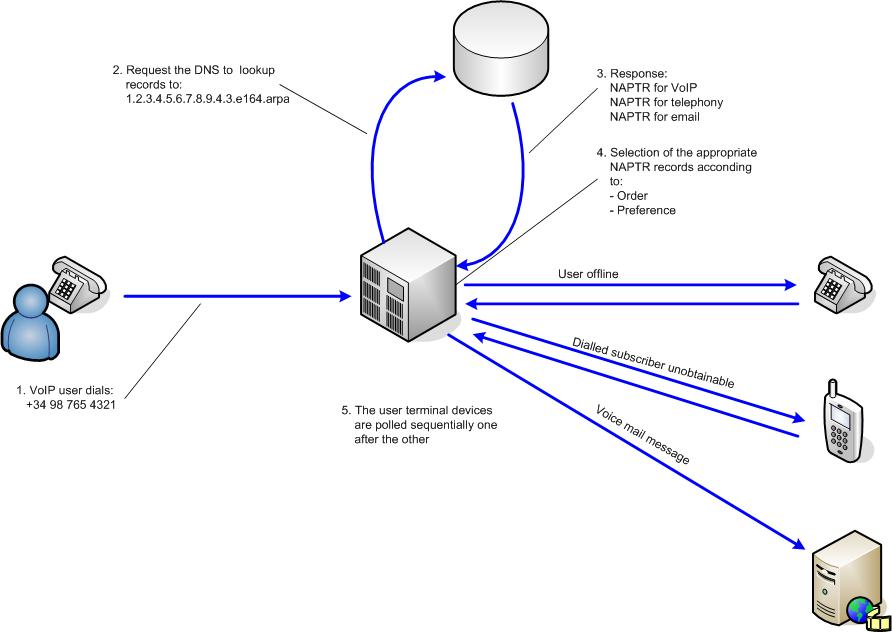
Hovor přenášený pomocí ENUM

Telephone Number Mapping (anglicky mapování telefonních čísel, zkráceně ENUM nebo Enum z TElephone NUmber Mapping) je soubor protokolů, které mají za cíl sjednotit telefonní systém s internetem za použití adres E.164 s DDDS a DNS. ENUM také označuje „E164 NUmber Mapping“.

## Protokol
Ačkoli pomáhá VoIP, protokolu používanému pro hlasovou komunikaci přes internet, ENUM není nutným požadavkem pro VoIP a neměl by se plést s běžným směrováním VoIP, založeným na protokolech SIP a H.323 s použitím URI. Poskytovatelé služeb VoIP přiřazují URI zákazníkovi tak, aby mohli vytvořit spojení přes internet, tedy v podstatě telefonní hovor. ENUM je protokol založený na DNS, který poskytuje vhodné služby, které pomáhají uskutečnit hovor, ale rozšiřuje i možnosti spojení o další DNS služby, jak je popsáno níže. Vytváří uživatele s doménovým jménem na serveru E.164 a asociuje tím tak běžné mezinárodní telefonní číslo s URI. Server je udržován Poskytovatelem služby (anglicky Service Provider), který se stane standardním, jakmile dokáže úspěšně spojovat URI s telefonním číslem.
Mezinárodní telekomunikační unie (anglicky International Telecommunication Union, zkráceně ITU) alokovala ENUM zvláštní zónu, jmenovitě „e164.arpa“ pro použití s čísly E.164. Jakékoli telefonní číslo pak může být transformováno do doménového jména obrácením čísel a jejich oddělením tečkami a přidáním přípony e164.arpa, jako v následujícím příkladu: +420 123 45 67 89 = 9.8.7.6.5.4.3.2.1.0.2.4.e164.arpa
DNS pak může být použito pro vyhledávání internetových adres pro služby jako SIP VoIP telefonie. Záznamy NAPTR jsou například použity k „překladu“ adres E.164 na adresy SIP. Takový NAPTR záznam pak může vypadat následovně:
```
$ORIGIN 9.8.7.6.5.4.3.2.1.0.2.4.e164.arpa.
IN NAPTR 100 10 "u" "E2U+sip"  "!^.*$!
sip:phoneme@example.net
!"
IN NAPTR 102 10 "u" "E2U+mailto" "!^.*$!
mailto:myemail@example.com
!"
```

Tento příklad ukazuje, že jestliže chcete použít službu „E2U+sip“, měli byste zadat adresu „sip:phoneme@example.net“. Regulární výrazy pak mohou být velmi jednoduše použity telefonní společností k přiřazení adres všem svým klientům. Například, pokud bude vaše telefonní číslo +420 123 45 67 89, vaše SIP adresa může být sip:456789@123telco.example.net.
Uchytily se i alternativní vyhledávací protokoly ENUMu (například sbXML). Tyto služby obvykle poskytují rychlejší a jednodušší mechanismy k překládání čísel E.164 do SIP adres.
ITU e164.arpa subdomény jsou nejprve vydány regulačním orgánům vlády dané země, které dále přidělují zóny jednotlivým telefonním společnostem. Vaše telefonní společnost má potom obvykle na starost záznamy NAPTR. Některé země prohlašují, že nechají koncového uživatele, aby si registroval své vlastní telefonní čísla zprostředkovatelem, který nemusí být nutně jejich telefonní společností. Toto se považuje za výborný nápad, protože VoIP telefonie je největší použití Enum. Lidé, kteří používají VoIP službu s umožněným Enum transportem pak mohou volat vaše existující číslo, ale zároveň se nepřipojovat na vaši telefonní linku, nýbrž přímo přes internet na váš VoIP telefon, obcházejíc tak celý telefonní systém. Když zavolají někoho, kdo nemá Enum, hovor se spojí přes Veřejnou komutovanou telefonní síť (anglicky Public Switched Telephone Network, zkráceně PSTN).
Objevily se také alternativní volné veřejné a soukromé služby ENUM, jako například E164.org a VPF ENUM Registry[nedostupný zdroj]. Tyto služby často ověřují čísla PSTN a mohou být použity vedle e164.arpa. Konkurenční zóny ENUM mohou být prospěšné pro udržení nízkých cen na trhu VoIP.

## Rozdělení ENUMu
Pro IP telefonii prostřednictvím ENUMu připadají v úvahu dva globální stromy:
User ENUM

Infrastructure ENUM

### User ENUM
User ENUM je strom DNS záznamů určený pro jednotlivé uživatele VoIP telefonie, kteří na základě vlastní úvahy a vůle (opt-in) vkládají do DNS informace o svém telefonním čísle a dávají je tak volně k dispozici ostatním, aby je využili v další komunikaci. Ostatní uživatelé používají ENUM strom k získání informací o ostatních, jestliže přes ENUM telefonují. User ENUM strom slouží k výměně údajů a komunikaci mezi uživateli.
Pro User Enum telefonii je třeba mít telefony komunikující po IP (stolní, softwarové, WiFi, WiFi + GSM). Více informací naleznete v angličtině zde. Dále je zapotřebí ústředna či brána podporující SIP/ENUM. Více informací naleznete v angličtině zde.
Pro User Enum je potřeba zaregistrovat ENUM doménu pro každé telefonní číslo zvlášť. Proces registrace je obdobný registrování domén .cz. Dále je třeba vložit záznamy do DNS. Výhodou User Enumu je Least cost routing (LCR) - LCR je automatické směrování spojení cestou nejnižších nákladů. Jedná se o typ směrovacího algoritmu, který k určení nejlevnější cesty k cíli, používá vícenásobné metriky (např. počet přeskoků, ceny linky, zatížení a zpoždění linky). V praxi si uživatel může vybrat (např. vytočenou předvolbou) cestu svého hovoru, tedy zda bude spojení uskutečněno internetovou cestou nebo za pomoci PSTN.

### Infrastructure ENUM
Infrastructure ENUM je strom určený pro telekomunikační operátory. Každý operátor vloží do stromu informace o telefonních číslech, které má ve své síti a přidá k nim údaj, jakým způsobem mohou ostatní operátoři směrovat hovory, SMS, MMS či jiné služby na tato čísla. Operátor tím dává ostatním operátorům informaci o tom, že určité telefonní číslo se nachází v jeho síti a říká, jakým způsobem je možné doručovat libovolnou IP službu z jiných sítí do jeho sítě. Infrastructure ENUM řeší propojování IP sítí operátorů (IP peering). Informace v tomto stromě jsou k dispozici pouze operátorům a většinou jsou neveřejné.
Přínosem Infrastructure ENUMu je vyřešení propojení v IP sítích. Telefonní číslo je identifikátorem pro všechny služby. Snižuje složitost systému, protože ENUM supluje více systémů najednou. Správa údajů je jednoduchá, jelikož každý udržuje pouze své údaje, které jsou tak vždy aktuální. ENUM čerpá z výhod plynoucích z použití DNS.

## Příklad

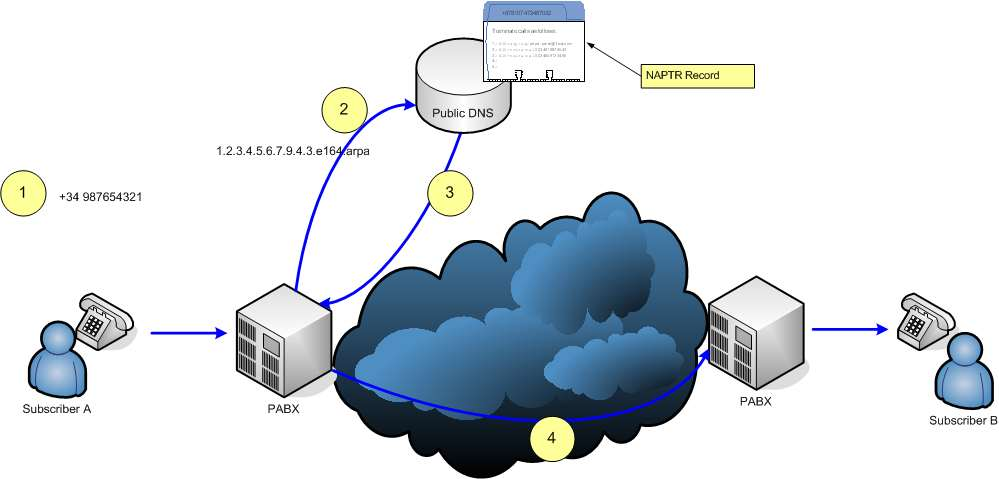
Aplikační scénář pro Hlasový přenos přes IP (VoIP) s ENUM.

Následující zobrazení ilustruje jak ENUM pracuje, když například zákazník A chce zavolat zákazníka B.
1. Uživatelský agent terminálového zařízení zákazníka, které ovládá ENUM, nebo také PBX, nebo brána, přeloží požadavek na číslo +34 98 765 4321 v souladu s pravidly popsanými v RFC 3761 do doménového jména ENUM: 1.2.3.4.5.6.7.8.9.4.3.e164.arpa.
2. Požadavek na vyhledání doménového jména 1.2.3.4.5.6.7.8.9.4.3.e164.arpa je poslán DNS.
3. Vrátí se odpověď ve formě záznamů tzv. Naming Authority Pointer Resource NAPTR, přesně podle RFC 3403. V výše uvedeném příkladu, je odpovědí adresa, které může být dosaženo přes internet za použití protokolu VoIP SIP (podle RFC 3261).
4. Koncová terminálová aplikace nyní nastavuje komunikační spoj a hovor může probíhat po internetu.

## Situace v ČR
Dosavadní historie ENUM v ČR v kostce:
- červen 2003 – Delegace domény .0.2.4.e164.arpa na sdružení CZ.NIC (spravující i registr domén .cz) od ITU na základě souhlasu Ministerstva Informatiky ČR.
- 2004–2006 – Předzkušební provoz s manuální registrací ENUM domén (pre-trial).
- duben 2006 – CZ.NIC pověřen Ministerstvem Informatiky ČR spustit systém do testovacího provozu.
- březen – září 2006 – Vývoj registračního systému a budování síťové infrastruktury pro Tier1 ENUM registr.
- 20. září 2006 – ENUM systém spuštěn do testovacího provozu (trial).
- 22. ledna 2007 – Spuštění ENUM do plného provozu (commercial).
- 21. prosince 2008 – Dva roku po spuštění je ENUM na vrcholu, registrováno je 4843 ENUM domen[1]. Od te doby počet registrovaných domén klesá
- 10. února 2013 – Šest let po spuštění poklesl počet registrovaných ENUM domén na 168[2], ENUM veřejně podporují pouze 4 operátoři a i ti jen pro odchozí volání. Na přelomu května a června CZ.NIC odstraňuje ze svých stránek odkaz na enum.nic.cz obsahující detailní informace o projektu.
- 3. května 2015 – CZ.NIC ruší neudržované stránky enum.nic.cz. V současné době tak nejsou veřejně k dispozici ani statistiky počtu registrovaných ENUM domén ani veřejný seznam operátorů, kteří ho v nějaké míře podporují.

ENUM je v ČR plně zaveden a je možné registrovat ENUM domény pro geografická čísla, mobilní čísla, VoIP čísla řady 910, čísla bezplatných linek a linek se sdílenými náklady (začíná 8) a čísla služeb se zvláštním tarifem (začínající 90). Registraci je možné provádět na dobu 1 až 10 let. Součástí registrace je tzv. validace, což je ověření, že osoba registrující doménu je uživatelem registrovaného čísla. Validace se pak provádí každých 6 měsíců.
Z operátorů služby ENUM v České republice poskytují pouze menší alternativní nebo lokální telekomunikační firmy (navíc obvykle jen v odchozím směru) a sdružení CESNET, které ovšem poskytuje služby pouze akademické sféře.
Velcí operátoři, jako O2, T-Mobile a Vodafone zatím nechtějí ENUM zavádět, protože by mohli velmi rychle přijít o příjmy z minutového účtování hovorů.